# Behat
Behat là một thị xã và là một nagar panchayat của quận Saharanpur thuộc bang Rajasthan, Ấn Độ.

## Nhân khẩu
Theo điều tra dân số năm 2001 của Ấn Độ, Behat có dân số 17.177 người. Phái nam chiếm 54% tổng số dân và phái nữ chiếm 46%. Behat có tỷ lệ 51% biết đọc biết viết, thấp hơn tỷ lệ trung bình toàn quốc là 59,5%: tỷ lệ cho phái nam là 56%, và tỷ lệ cho phái nữ là 45%. Tại Behat, 17% dân số nhỏ hơn 6 tuổi.